# Borderlands 2
Borderlands 2 — компьютерная игра в жанре шутера от первого лица с элементами RPG, продолжение компьютерной игры Borderlands (2009). Отличается от своей предшественницы улучшенной системой модинга оружия и более продуманным сюжетом. Разработана Gearbox Software и выпущена 2K Games для Linux, Microsoft Windows, PlayStation 3, Mac OS X и Xbox 360, в 2014 году 6 мая в Америке и 28 мая в Европе вышла версия для PlayStation Vita. 25 марта 2015 состоялся релиз игры на Playstation 4 и Xbox One в составе сборника Borderlands: The Handsome Collection, куда войдут Borderlands 2 и Borderlands: The Pre-Sequel. Данное издание также будет содержать в себе все вышедшие DLC к обеим играм. В России распространялась всемирная версия сервисом Steam (с частичной поддержкой русского языка), локализованная — компанией 1С-Софтклаб. Для PC-версии озвучивание персонажей оставлено на английском языке, зато сделана комплексная локализация шрифтов, текста, текстур и видеороликов. Также, для Nintendo Switch игра вышла 29 мая 2020 года в составе Borderlands Legendary Collection.
В 2014 году Telltale Games выпустили продолжение этой истории — Tales from the Borderlands. В 2015 году объявили о разработке новой игры — Borderlands 3.

## Игровой процесс
Игра Borderlands 2 строится на тех же элементах геймплея, что и её предшественница. Это шутер от первого лица, включающий в себя элементы развития персонажей, как в RPG, что позволило Gearbox назвать игру «ролевым шутером». В начале игры игрок может выбрать одного из четырёх персонажей (при наличии дополнений — из шести), каждый из которых обладает уникальным навыком и расположенностью к какому-либо виду оружия. Однако игрок может носить любое оружие вне зависимости от класса. Например, чтобы использовать снайперскую винтовку, не обязательно играть за соответствующего персонажа. После этого игрок получает задания от неигровых персонажей или досок объявлений. За выполнение каждого задания игрок получает вознаграждение в виде денег, эридия (редкого металла, за который можно купить различные улучшения для персонажа на чёрном рынке), очков опыта и иногда получает какой-либо предмет. Игровой мир также изменился. Появились заснеженные локации и новые враги. Игрок получает очки опыта за убийство врагов и выполнение игровых достижений, как, например, совершений определённого количества убийств каким-либо типом оружия. С ростом опыта и достижением новых уровней игрок может потратить очки навыков в таблице навыков с тремя различными специализациями персонажа. Прохождение Borderlands 2 одним персонажем займёт примерно 50 часов.
Из геймплея первой части сохранился уникальный, рисованный графический стиль, 3 ветви навыков, модификаторы класса и сетевая игра на четверых игроков. Новшества геймплея заключаются в расширенной и настраиваемой системе вооружения, переработанных четырёхместных средствах передвижения и их физике, а также динамической системе заданий. Например, если не спасать друга, взяв задание, долгое время, то это приведёт к его смерти и провалу задания и повлияет на историю по мере дальнейшего прохождения. Технически игровой мир будет более связан, чем просто подгружаемые зоны, позволяя точнее разглядывать весь мир из какой-либо точки, в отличие от первой игры с её заранее нарисованным скайбоксом.
Также переработан искусственный интеллект, создано больше не агрессивных игроку персонажей, которые будут перемещаться по игровому миру, в зависимости от момента прохождения. Вражеский интеллект стал более командным, враги атакуют с флангов, укрываются при ранениях, а также способны взаимодействовать друг с другом (например, лечить товарищей, увеличивать запас щитов на время обороны или использовать самих товарищей как щиты). В зависимости от места попадания выстрела, враги могут быть оглушены или начать хромать. Враги будут преследовать игрока, вскарабкиваясь или пересекая местность со сложным рельефом.

## Сюжет
С момента событий Borderlands, в которой игроки открыли секреты Хранилища, прошло 5 лет. Персонаж по прозвищу Красавчик Джек (англ. Handsome Jack), антагонист игры, присвоил себе заслуги Искателей Хранилища, получил контроль над корпорацией «Гиперион» и объявил себя Диктатором Пандоры, взяв на себя ответственность за уничтожение Разрушителя (англ. Destroyer). Обещав очистить планету от беззакония, Красавчик Джек начал кампанию по индустриализации планеты и уничтожению существующего населения колонистов. Главный символ правления Красавчика Джека — огромная база снабжения в виде буквы Н на орбите Пандоры, Гелиос. База всегда видима и может доставить силы «Гипериона» в любую точку планеты. Задача новой команды Искателей Хранилища — ликвидация Джека и возвращение мира на Пандору.
Borderlands 2 начинается с момента, когда четверо главных героев — по совместительству Искатели Хранилища (англ. Vault Hunters) — выживают при крушении на поезде во льдах Пандоры. Крушение организовано Красавчиком Джеком, который не желает видеть на планете конкурентов. Избранного игроком героя отыскивает робот по имени Железяка (англ. Claptrap). После того, как тот поведает игроку о себе и даст эхо-интерфейс, появляется сообщение от загадочного Ангела-Хранителя, которая сообщит, что игрок должен следовать за роботом, дабы тот помог ему избавить Пандору от тирании корпорации.
Когда Искатели добираются до Убежища, с ними связывается Роланд — бывший Искатель, ныне — лидер антигиперионского общества «Алые Налётчики», собранной из бывших бойцов «Алого Копья», и просит найти энергоблок для щитов города, который находился у капрала Райса. Связь с ним пропала. Они находят смертельно раненого Райса, но блок унесли психи. После нахождения блока Роланд говорит с ними, но на него нападают, и связь прерывается.
Войдя в город, Искатели знакомятся с механиком Скутером. Он сказал, что ему нужна помощь в исполнении Плана Б, по которому Убежище должно взлететь, но не получилось. Искатели идут к Роланду домой и из ЭХО в его сейфе узнают, что некто Огненный Ястреб назначил им встречу в его логове, в Ущелье Отмороженных. Оказывается, что Ястреб — это Лилит, подруга Роланда и бывший Искатель. После битвы с кланом Кровомесов она говорит, что Роланд в Крепости Кровомесов. Искатели следуют туда, но бандиты атакуют их. Скутер поясняет, что нужен грузовик бандитов, чтобы они приняли ребят за своих. Команда добывает грузовик у сестры Скутера Элли, обосновавшийся в Песках. Попутно убив стражника ворот и забрав у него ключ, Искатели заходят в Крепость. Там они находят Роланда, но его уносит гиперионский робот-строитель. Искателю предстоит спасти Роланда, после чего он даёт задание: остановить поезд «Гипериона» и украсть ключ от Хранилища. В локации «Тундра-Экспресс» Искатель должен помочь Крошке Тине — другу Роланда и лучшему подрывнику Пандоры — отомстить за смерть её родителей, после чего Тина подорвёт железнодорожные пути и остановит поезд. Однако оказывается, что ключа в поезде нет, а Джек отправил на этом поезде киборга Вильгельма. После его смерти Искатель находит мощный энергоблок, который ополченцы Убежища решают поставить для поддержания щита. В этот момент раскрывается предательство Ангела: все это время она работала на Красавчика Джека, и энергоблок полностью отключает щит Убежища, делая его уязвимым для бомбардировки с орбиты. Лилит удаётся телепортировать город в безопасное место, после чего с Искателем вновь связывается Ангел и помогает ему воссоединиться с товарищами. Она говорит, что была вынуждена обманывать Искателей, но теперь искренне желает им помочь. Искатель должен проникнуть в бункер Джека, но для этого ему нужно преодолеть три препятствия — силовое поле, Бункер и дверь, которую может открыть только Красавчик Джек. Для преодоления первой трудности Искателю нужно найти программу для Железяки, которая достаётся ему ценой жизни Кровокрыла, питомца Мордекая. Затем Искателю следует заручиться поддержкой лидера Мясников — вследствие оказывается, что им является Брик, Искатель из первой части игры. После этого Искатель убивает двойника Джека, собирая его биометрические данные, а также берёт образцы его голоса. Далее Искатель штурмует бункер и добирается до Ангела. Выясняется, что Ангел — дочь Красавчика Джека и сирена, которую он использует для зарядки ключа. Ангел просит Искателя убить её, и после нелёгкого сражения ему это удаётся. Внезапно появляется сам Джек, убивает Роланда и захватывает Лилит, делая из неё замену Ангелу. Лилит успевает телепортировать Искателя в Убежище, после чего Искателю, Мордекаю и Брику предстоит узнать местонахождение Воина, а затем преодолеть мощную гиперионскую оборону и попасть в Ущелье Героя. Добравшись до цели, Искатель побеждает Джека и Воина, после чего ему предстоит выбрать — лично убить Джека или же предоставить это Лилит. После смерти главного антагониста Лилит пытается уничтожить ключ, но вместо этого он открывает галактическую карту с отмеченными на ней Хранилищами. Игру завершает фраза Лилит, взятая из текста саундтрека к первой части игры: «Нет покоя нечестивым» (англ. Ain’t No Rest for the Wicked).

## Загружаемые дополнения (DLC)
Все сюжетные дополнения для Borderlands 2 (кроме Mechromancer Pack и Psycho Pack) вышедшие до июля 2013 года, а также Ultimate Vault Hunters Upgrade Pack входят в состав Season Pass. Все последующие сюжетные дополнения, а также Ultimate Vault Hunter Upgrade Pack Two: Digistruct Peak Challenge распространяются отдельно. Каждое дополнение содержит несколько часов геймплея и добавляет новые приключения, интересные места, друзей и врагов.

### Mechromancer Pack
Mechromancer Pack — первое загружаемое дополнение для игры Borderlands 2. Включает в себя пятого играбельного персонажа Мехромантку Гейдж. Для тех, кто сделал предварительный заказ игры, дополнение можно было скачать и установить совершенно бесплатно. Выпущено 9 октября 2012 на PC, Xbox360 и PlayStation 3.

### Captain Scarlett and Her Pirate’s Booty
| Сводный рейтинг | Сводный рейтинг |
| Агрегатор       | Оценка          |
| --------------- | --------------- |
| GameRankings    | 82,00 %         |

Captain Scarlett and Her Pirate’s Booty — второе загружаемое дополнение. Оно позволит игрокам почувствовать себя в роли искателя затерянных пиратских сокровищ. Дополнение вышло 16 октября 2012 на PC, Xbox360 и PlayStation 3. Стартовая локация — «Оазис». Список нововведений:
- Новый уровень качества предметов — серафим(розовый)
- Новые локации
- Новые враги и боссы
- Два новых рейд-босса
- Новое транспортное средство — Пескоход
- Новая валюта — кристаллы серафимов

### Mr. Torgue’s Campaign Of Carnage
Mr. Torgue’s Campaign Of Carnage — третье загружаемое дополнение. По сюжету Патриция Таннис обнаружила третье Хранилище — вход к которому мгновенно захватывает корпорация Торрг. Компания организует арену, в которой Мистер Торрг бросает вызов Искателям Хранилища. Дополнение вышло 20 ноября 2012 года. Стартовая локация — «Безбашенный кратер безбашенности». Список нововведений:
- Новая валюта — жетоны.
- Новое оружие от компании «Торрг»
- Новые враги и боссы
- Новые локации
- Новые раздатчики компании «Торрг» в которых можно покупать оружие, скины, «головы» (только за медали)
- 6-8 часов геймплея

### Sir Hammerlock’s Big Game Hunt
Sir Hammerlock’s Big Game Hunt — четвёртое загружаемое дополнение. В данном дополнении игроки отправятся в охотничью экспедицию, которая закончится сражением с очень опасным врагом. Дополнение вышло 15 января 2013 года. Стартовая локация — «Грот охотника». Список нововведений:
- Новые локации
- Новое оружие
- Новые враги и боссы
- Новые рейд-боссы
- Новое транспортное средство

### Ultimate Vault Hunters Upgrade Pack
Ultimate Vault Hunters Upgrade Pack — пятое загружаемое дополнение. Данное дополнение добавляет в игру новый режим игры «Ultimate Vault Hunters», а также повышает уровень развития персонажа до 61 уровня. Помимо этого в дополнение игрокам будет доступно множество новых предметов и вооружения, а также новый уровень качества — перламутровое (бирюзовое). Дополнение вышло 2 апреля 2013 года.

### Psycho Pack
Psycho Pack — шестое загружаемое дополнение, которое добавляет шестого играбельного персонажа по имени Криг. Дополнение было выпущено 14 мая 2013 года. Данное дополнение не входит в состав Season Pass.

### Tiny Tina’s Assault on Dragon Keep
| Сводный рейтинг | Сводный рейтинг |
| Агрегатор       | Оценка          |
| --------------- | --------------- |
| GameRankings    | 84,38 %         |

Tiny Tina’s Assault on Dragon Keep — седьмое загружаемое дополнение для Borderlands 2. По сюжету Крошка Тина вместе с оригинальными Искателями Хранилища играет в настольную игру «Bunkers and Badasses» («Бункеры и Безбашенные»), аналог реально существующей Dungeons and Dragons (Подземелья и Драконы). Присутствие игроков «внутри» самой игры объясняется тем, что оригинальные Искатели хранилища играют фигурками новых Искателей. Данное дополнение является самым масштабным из всех вышедших дополнений для игры, и по сюжету, и по площади. Релиз состоялся 25 июня 2013 года.

### Ultimate Vault Hunter Upgrade Pack Two: Digistruct Peak Challenge
Ultimate Vault Hunter Upgrade Pack Two: Digistruct Peak Challenge — восьмое загружаемое дополнение для Borderlands 2. Данное дополнение увеличивает порог развития персонажа на 11 уровней (при наличии дополнения Ultimate Vault Hunters Upgrade Pack можно достичь 72 уровня), добавляет новую локацию «The Raid on Digistruct Peak», а также новый режим игры «Превосходство». Дополнение вышло 3 сентября 2013 года. Данное дополнение не входит в состав Season Pass.

### Headhunter Pack: T. K. Baha’s Bloody Harvest
Headhunter Pack: T. K. Baha’s Bloody Harvest — девятое загружаемое дополнение для Borderlands 2 и первая часть из цикла дополнений Headhunter Pack. Дополнение даст возможность игрокам побывать на кладбище в Хэллоуинской тематике, а также встретить старого персонажа из Borderlands — T.K. Баху. Дополнение вышло 22 октября 2013 года. Данное дополнение не входит в состав Season Pass.

### Headhunter Pack: The Horrible Hunger of the Ravenous Wattle Gobbler
Headhunter Pack: The Horrible Hunger of the Ravenous Wattle Gobbler — десятое загружаемое дополнение для Borderlands 2 и вторая часть из цикла дополнений Headhunter Pack. В данном дополнении игрокам придётся сразится с хищным усатым Пожирателем. Дополнение вышло 26 ноября 2013 года. Данное дополнение не входит в состав Season Pass.

### Headhunter Pack: How Marcus Saved Mercenary Day
Headhunter Pack: How Marcus Saved Mercenary Day — одиннадцатое загружаемое дополнение для Borderlands 2 и третья часть из цикла дополнений Headhunter Pack. Данное дополнение посвящено празднованию Нового Года, добавляет локацию магазин Маркуса. Дополнение вышло 17 декабря 2013 года. Данное дополнение не входит в состав Season Pass.

### Commander Lilith and the Fight for Sanctuary
Commander Lilith and the Fight for Sanctuary — двенадцатое загружаемое дополнение для Borderlands 2. История дополнения начинается после событий Borderlands 2 и служит мостом к истории Borderlands 3, настраивая переход к новому базовому кораблю Убежище-3 и привнося персонажей из Tales from the Borderlands 2014 года в большую историю. Дополнение добавляет новые локации, новых врагов и боссов, новые достижения для Steam (международная версия), новые раскраски для транспорта, новые головы и облики персонажей, новый уровень редкости — Радужный, также добавляющий новое оружие, новые легендарные предметы, повышает максимальный уровень превосходства до 10 уровня, максимальный уровень развития персонажа увеличивается до 80 уровня, а новые персонажи могут начать игру уже с 30 уровнем. Дополнение вышло 9 июня 2019 года и было выпущено для ПК, а также для версии игры The Handsome Collection на Xbox One и Playstation 4. Оно было доступно для бесплатной загрузки в течение первого месяца после релиза.

## Разработка
Следуя неожиданному успеху первой Borderlands, которая была продана тиражом от трёх до четырёх с половиной миллионов копий с момента выпуска, художественный директор Майк Ньюман утверждал о вероятности продолжения игры, добавив, что решение об этом «не требует большого ума». 2 августа 2011 года вышло официальное подтверждение продолжения под названием Borderlands 2, сценаристом которого на следующий день был объявлен Энтони Берч. Первые наброски игры были показаны на международной выставке Gamescom 2011, расширенный обзор был включён в августовский номер журнала Game Informer с снимком экрана игры на обложке. Как и первая игра, Borderlands 2 разрабатывалась компанией Gearbox Software с использованием движка Unreal Engine 3 от Epic Games и была издана компанией 2K Games. Сначала игра была запланирована на 30 июля 2012, но потом была перенесена на 18 сентября 2012 в Северной Америке, и 21 сентября 2012 — в остальном мире.
В Gearbox рассказали, что почтут недавно умершего от рака фаната игры Майкла Джона Мамарила, добавив неигрового персонажа по имени Майкл. Его можно встретить с определённой вероятностью в различных местах Убежища. Если игроки встретят этого персонажа, то он вручит им какое-то оружие и исчезнет. В дополнение к этому Gearbox опубликовали посвящение Мамарилу голосом персонажа игры Клэптрэпа.

## Русская локализация и региональные ограничения
Изначально никаких ограничений для ПК версии игры не было предусмотрено. Однако, ближе к выходу игры стало известно, что локализованная версия игры от 1С будет иметь региональные ограничения: только русский язык, ограничение на запуск игры за пределами СНГ, «резервация» многопользовательской составляющей игры. Пользователи, оформившие предварительный заказ Borderlands 2 в Steam, резко негативно отреагировали на такие изменения, так как изначально на странице игры в Steam не было указано об ограничениях. Была создана петиция с требованием к издателю убрать данные ограничения на русскую версии игры.
20 сентября 2012 года зарубежный издатель 2K Games ранее не знавший об этой ситуации, прислушался к просьбам игроков из СНГ. Вместе с русской версией игры в Steam будет выдаваться и международная без каких либо ограничений
Локализация от 1С была плохо принята игровой общественностью. Многие игроки были недовольны, тем что 1С перевела игру только на уровне субтитров, а также тем, что DLC для русской версии Borderlands 2 выходят с огромной задержкой по сравнению с мировым релизом. 1C сообщала, что задержка локализации не превысит 2 недели. В итоге релиз дополнения Mechromanncer Pack состоялся на неделю позже мирового, что подтверждало слова 1С. Но релиз дополнений Captain Scarlett and Her Pirate’s Booty и Mr. Torgue’s Campaign Of Carnage задержался больше чем на месяц, а релиз дополнения Sir Hammerlock’s Big Game Hunt для русской версии игры задержался на 2 месяца. Выход дополнения Ultimate Vault Hunters Upgrade Pack и Tiny Tina’s Assault on Dragon Keep на удивление отстал от мирового релиза всего на неделю.

## Оценки, рецензии и награды
| Сводный рейтинг    | Сводный рейтинг                                                                  |
| Агрегатор          | Оценка                                                                           |
| ------------------ | -------------------------------------------------------------------------------- |
| GameRankings       | - (PS3) 90,48 % - (PC) 90,10 % - (X360) 89,29 % - (Vita) 66,76 % - (PS4) 72,43 % |
| Metacritic         | (PS3) 91/100 (PC) 89/100 (X360) 89/100 (Vita) 64/100                             |
| Иноязычные издания |                                                                                  |
| Издание            | Оценка                                                                           |
| Edge               | 9/10                                                                             |
| Game Informer      | 9,75/10                                                                          |
| GameRevolution     | [ 27 ]                                                                           |
| GameSpot           | 8,5/10                                                                           |
| IGN                | 9/10                                                                             |
| PC Gamer (UK)      | 90/100                                                                           |
| Play (UK)          | 9/10                                                                             |
| Polygon            | 7,5/10                                                                           |
| VideoGamer         | 9/10                                                                             |

Игра получила преимущественно положительные отзывы от ведущих игровых изданий.
Летом 2018 года, благодаря уязвимости в защите Steam Web API, стало известно, что точное количество пользователей сервиса Steam, которые играли в игру хотя бы один раз, составляет 11 218 936 человек.